# Combiné nordique aux Jeux olympiques de 2014
Pour des articles plus généraux, voir Combiné nordique aux Jeux olympiques, Jeux olympiques d'hiver de 2014 et Combiné nordique en 2014.
Vous lisez un « bon article » labellisé en 2015.
Navigation
Vancouver 2010 Pyeongchang 2018
Les épreuves de combiné nordique aux Jeux olympiques d'hiver de 2014 se tiennent du 12 février 2014 au 20 février 2014 au complexe de tremplins Russki Gorki dans la station de sports d'hiver de Krasnaïa Poliana dans le kraï de Krasnodar (Russie).
Le combiné nordique fait partie du programme olympique depuis les premiers Jeux olympiques d’hiver qui ont eu lieu à Chamonix en France en 1924. L’épreuve par équipe a été ajoutée aux Jeux olympiques de 1988 à Calgary. Cette discipline est la seule de ces Jeux olympiques qui est exclusivement masculine.
Le favori Eric Frenzel remporte l'épreuve sur le tremplin normal. Jørgen Graabak s'impose au sprint devant Magnus Moan et Fabian Riessle sur le grand tremplin. L'équipe norvégienne s'impose au sprint face à l'équipe allemande sur le relais.

## Organisation

### Site

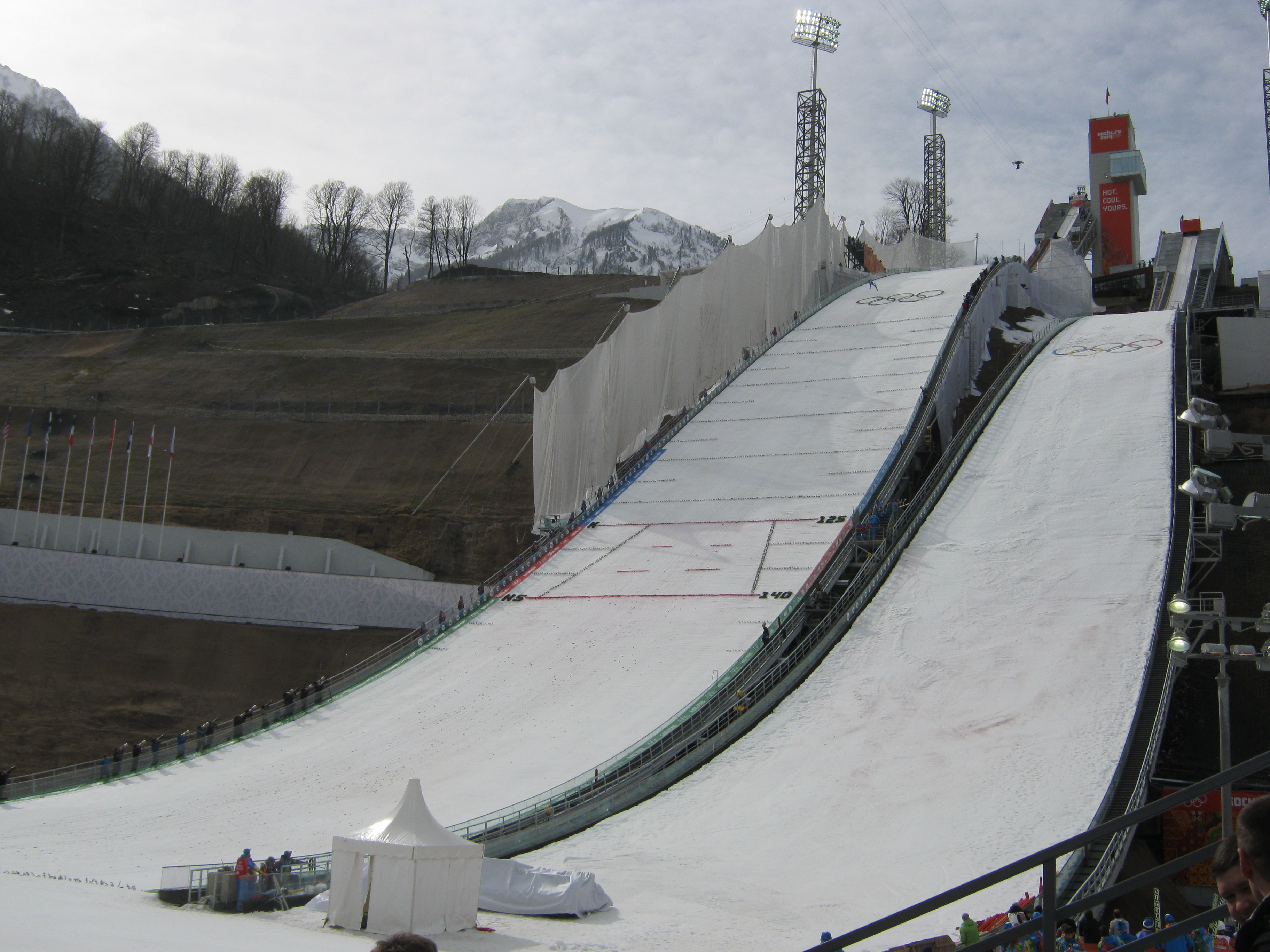
Le K 125 à gauche, le K 95 à droite.

Le saut à ski a lieu sur le tremplin Russki Gorki qui est situé à Krasnaïa Poliana. Le tremplin a été construit pour cette édition des Jeux olympiques. La construction du complexe a coûté 50 millions d'euros. Le stade dispose de cinq tremplins : K 125, K 95, K 72, K 45 et K 25. La capacité du stade est de 7 500 spectateurs,. Le ski de fond a lieu à proximité du tremplin. Le point le plus bas du parcours de ski de fond se situe à 615 m et le plus haut à 665 m. Deux épreuves de la coupe du monde de combiné nordique ont eu lieu sur ce tremplin en février 2013.

### Calendrier
L'entraînement du 19 février 2014 a été annulé en raison des conditions météorologiques.
| Février 2014 | Février 2014    | 6 | 7 | 8 | 9 | 10 | 11 | 12 | 13 | 14 | 15 | 16 | 17 | 18 | 19 | 20 | 21 | 22 | 23 |
| ------------ | --------------- | - | - | - | - | -- | -- | -- | -- | -- | -- | -- | -- | -- | -- | -- | -- | -- | -- |
| Hommes       | Tremplin normal |   |   |   |   |    |    |    |    |    |    |    |    |    |    |    |    |    |    |
| Hommes       | Grand tremplin  |   |   |   |   |    |    |    |    |    |    |    |    |    |    |    |    |    |    |
| Hommes       | Par équipes     |   |   |   |   |    |    |    |    |    |    |    |    |    |    |    |    |    |    |

|  | Entraînements |  | Jour de l'épreuve |

## Format des épreuves
Le format des épreuves est inchangé par rapport aux derniers Jeux olympiques d'hiver de Vancouver. Il y a donc trois courses exclusivement masculines.

### Individuel au tremplin normal
Les athlètes exécutent premièrement un saut sur le tremplin normal (K 95) suivi d’une course de ski de fond de 10 km qui consiste à parcourir quatre boucles de 2,5 km. À la suite du saut, des points sont attribués pour la longueur et le style. Le départ de la course de ski de fond s'effectue selon la méthode Gundersen (1 point = 4 secondes), le coureur occupant la première place du classement de saut s’élance en premier, et les autres s’élancent ensuite dans l’ordre fixé. Le premier skieur à franchir la ligne d’arrivée remporte l’épreuve,,,.

### Individuel au grand tremplin
Les athlètes exécutent premièrement un saut sur le grand tremplin (K 125) suivi d’une course de ski de fond de 10 km selon les mêmes modalités que l'épreuve sur le tremplin normal,.

### Par équipe
Chaque équipe comprend quatre coureurs qui effectuent individuellement un saut sur le grand tremplin. On additionne ensuite les résultats de chaque membre de l’équipe. L’équipe qui obtient le pointage total le plus élevé sera la première équipe à partir dans la partie du ski de fond qui consiste en un relais 4 × 5 km. Comme aux épreuves individuelles, on détermine les temps de départ dans un ordre fixés selon le tableau de Gundersen. L’équipe dont le premier skieur franchit la ligne d’arrivée remporte l’épreuve,.

## Avant l'épreuve olympique

### Qualifications des athlètes
Un total de 55 places étaient disponibles pour les athlètes participants aux Jeux. Un maximum de cinq athlètes pouvait être saisi par un comité national olympique (au maximum quatre pour chaque épreuve). Les concurrents sont admissibles s'ils ont marqué des points lors d'une épreuve mondiale ou continentale au cours de la période de qualification (de juillet 2012 au 19 janvier 2014). Le pays hôte est autorisé à inscrire une équipe pour le relais et au moins un concurrent dans chaque compétition individuelle. Les 50 premières places sont attribuées aux pays selon une liste basée sur le classement de la Coupe du monde puis les classements de la Coupe continentale des saisons 2012-2013 et 2013-2014 (seuls les 5 premiers de chaque pays comptent). Des places de quota sont données aux nations concurrentes dans la compétition de relais qui n'ont pas encore les quatre participants requis pour porter le nombre d'équipes de relais jusqu'à dix. Si, à ce moment-là, le maximum de 55 places n'a pas été atteint les athlètes ayant les plus hauts classement en Coupe continentale sont choisis.
Les dix pays ayant au moins quatre places de qualification ont eu l'occasion de participer à la compétition par équipe. L'athlète le plus jeune est Kristjan Ilves (17 ans) et le plus âgé est Todd Lodwick (37 ans). Todd Lodwick est le premier Américain à concourir à six éditions des Jeux olympiques d'hiver. Todd Lodwick est le porte-drapeau des États-Unis et Jason Lamy-Chappuis est le porte drapeau de la France.

### Favoris

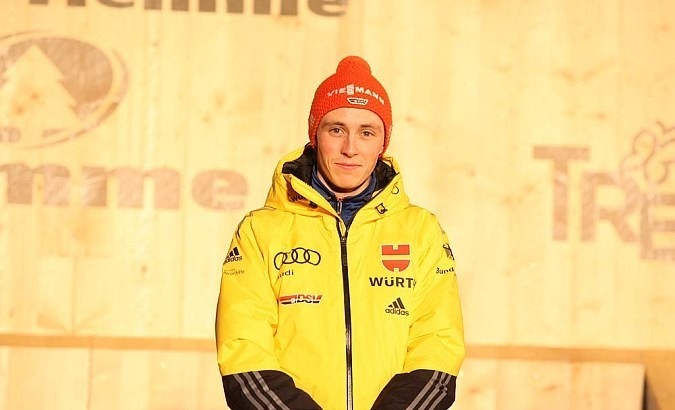
Eric Frenzel

Pour l'épreuve sur le tremplin normal, le grand favori est Eric Frenzel du fait de son statut de leader de la Coupe du monde,,. Jason Lamy-Chappuis,, champion olympique en titre, et Akito Watabe font également partie des favoris.
Eric Frenzel est également un favori sur le grand tremplin malgré un virus. Les autres favoris de l'épreuve sont Akito Watabe, deuxième sur le tremplin normal, Jason Lamy-Chappuis, Håvard Klemetsen et Johannes Rydzek.
Concernant l'épreuve par équipes, l’Allemagne et la Norvège sont les deux favoris. La Norvège aligne la même équipe (Mikko Kokslien est remplaçant) que lors des derniers championnats du monde où elle termina deuxième. Il y a plusieurs prétendants à la médaille de bronze : l'Autriche, la France, le Japon et les États-Unis. La France qui reconduit l'équipe championne du monde la saison précédente espère une médaille.

## Récit des épreuves

### Individuel au tremplin normal
| # | Athlète           | Tps           |
| - | ----------------- | ------------- |
| 1 | Eric Frenzel      | 23 min 50 s 2 |
| 2 | Akito Watabe      | +4 s 2        |
| 3 | Magnus Krog       | +8 s 1        |
| 4 | Alessandro Pittin | +9 s 3        |
| 5 | Magnus Moan       | +12 s 7       |

Lors de cette épreuve disputée le 12 février 2014, Eric Frenzel domine le concours de saut avec un saut de 103 m. Il devance Akito Watabe qui a réalisé  un saut de 100,5 m. À une trentaine de secondes du leader, plusieurs athlètes sont très proches dont Jason Lamy-Chappuis et Tino Edelmann. Magnus Moan est à 48 s, Fabian Riessle à 1 min 0 s, Magnus Krog à 1 min 3 s et Alessandro Pittin à 1 min 12 s.
Lors de la course de fond, Akito Watabe rejoint après 1,5 km Eric Frenzel en tête. Ils resteront ensemble jusqu'au sprint final qui est dominé par Eric Frenzel. Derrière un groupe d'une quinzaine de concurrent est à une vingtaine se secondes après 4 km. Après 7,5 km, le duo de tête dispose de 14 s d'avance sur un groupe de huit poursuivants. Pour la médaille de bronze, Magnus Krog domine Alessandro Pittin au sprint. Jason Lamy-Chappuis, un des favoris et champion olympique en titre, termine 35e.

### Individuel au grand tremplin
| # | Athlète          | Tps           |
| - | ---------------- | ------------- |
| 1 | Jørgen Graabak   | 23 min 27 s 5 |
| 2 | Magnus Moan      | +0 s 6        |
| 3 | Fabian Riessle   | +1 s 6        |
| 4 | Björn Kircheisen | +2 s 1        |
| 5 | Bernhard Gruber  | +11 s 3       |

Le temps est nuageux  et pluvieux le 18 février 2014. 
Eric Frenzel réalise le plus long saut (139,5 m) ce qui le place en tête au classement intermédiaire. Il devance Håvard Klemetsen ainsi que les outsiders tels que Bernhard Gruber, Akito Watabe et Jason Lamy-Chappuis. Jørgen Graabak n'est qu'à 42 s du leader ce qui fait de lui un prétendant aux médailles. Taihei Katō chute à la réception de son saut et il se blesse au bras ce qui l'oblige à déclarer forfait pour le fond.
Lors du ski de fond, Eric Frenzel s'élance en tête avec 8 s d'avance sur Håvard Klemetsen qui le rejoint rapidement. Ensuite, Bernhard Gruber, Jason Lamy-Chappuis, Akito Watabe, Jørgen Graabak et Magnus Moan reviennent progressivement dans le groupe de tête ce qui porte ce groupe à 7 athlètes après 1,5 km. Puis les trois Allemands Fabian Riessle, Björn Kircheisen et Johannes Rydzek rentrent également sur le groupe de tête. Håvard Klemetsen et Eric Frenzel sont distancés dans le dernier tour. Akito Watabe chute dans une descente dans le dernier tour. La victoire se joue entre deux Norvégiens (Jørgen Graabak et Magnus Moan) et trois Allemands (Fabian Riessle, Björn Kircheisen et Johannes Rydzek). Jørgen Graabak rentre en premier dans le stade suivi par les trois Allemands et Magnus Moan. Fabian Riessle pousse Johannes Rydzek qui chute. Jørgen Graabak remporte le sprint devant Magnus Moan et Fabian Riessle.

### Par équipes
| # | Nation    | Tps           |
| - | --------- | ------------- |
| 1 | Norvège   | 47 min 13 s 5 |
| 2 | Allemagne | +0 s 3        |
| 3 | Autriche  | +3 s 4        |
| 4 | France    | +1 min 12 s 8 |
| 5 | Japon     | +1 min 17 s 1 |

L'épreuve par équipes se déroule le 20 février 2014. Lors du premier saut du concours, Akito Watabe réalise 128 m ce qui place son pays en tête devant l'Allemagne, l'Autriche et la Norvège. Lors du deuxième saut, Yūsuke Minato ne réalise que 110,5 m ce qui relègue le Japon en 8e position. Christoph Bieler réalise le deuxième plus long saut du concours (133 m). Après deux sauts, la Norvège est troisième avec 26 s de retard sur l'Autriche et 21 s derrière l'Allemagne. Lors du troisième saut, Mario Stecher réalise un saut à 132,5 m ce qui permet à l'Autriche de prendre la tête. Lors du denier saut, Håvard Klemetsen saute à 137,5 m (le plus long saut du concours), Bernhard Gruber saute à 122 m et Eric Frenzel 129 m. Le dernier saut permet à l'Allemagne de prendre la tête devant l'Autriche et à la Norvège de dépasser la France ainsi que de se rapprocher des deux nations de tête. L'Allemagne dispose de 7 s d'avance sur l’Autriche, de 25 s sur la Norvège et de 35 s sur la France,.
Lors de l'épreuve de ski de fond, l'Allemand Eric Frenzel est vite rejoint par l'Autrichien Lukas Klapfer puis par le Norvégien Magnus Moan après 1,5 km
,. Un temps revenu à 13 s du groupe de tête, le Français Sébastien Lacroix donne le relais à François Braud avec 29 s de retard sur le trio de tête que la France ne put jamais rattraper,. L'écart augmenta progressivement : 29 s lors du premier passage de relais, puis 37 s, 1 min 17 s 8 lors du dernier passage de relais et 1 min 12 s 8 à l'arrivée. Jørgen Graabak domine au sprint Fabian Riessle et Mario Stecher,,, donnant ainsi le titre à la Norvège.

## Podiums
| Épreuve                             | Or                             | Or             | Argent                           | Argent         | Bronze                         | Bronze         |
| ----------------------------------- | ------------------------------ | -------------- | -------------------------------- | -------------- | ------------------------------ | -------------- |
| Tremplin normal résultats détaillés | Eric Frenzel (GER)             | 23 min 50 s 20 | Akito Watabe (JPN)               | 23 min 54 s 40 | Magnus Krog (NOR)              | 23 min 58 s 30 |
| Grand tremplin résultats détaillés  | Jørgen Graabak (NOR)           | 23 min 27 s 50 | Magnus Moan (NOR)                | 23 min 28 s 10 | Fabian Riessle (GER)           | 23 min 29 s 10 |
| Par équipes résultats détaillés     | Norvège (NOR) - Jørgen Graabak | 47 min 13 s 50 | Allemagne (GER) - Fabian Riessle | 47 min 13 s 80 | Autriche (AUT) - Mario Stecher | 47 min 16 s 90 |

## Tableau des médailles
| Rang  | Nation    | Or | Argent | Bronze | Total |
| ----- | --------- | -- | ------ | ------ | ----- |
| 1     | Norvège   | 2  | 1      | 1      | 4     |
| 2     | Allemagne | 1  | 1      | 1      | 3     |
| 3     | Japon     | 0  | 1      | 0      | 1     |
| 4     | Autriche  | 0  | 0      | 1      | 1     |
| Total | Total     | 3  | 3      | 3      | 9     |

## Fins de carrière

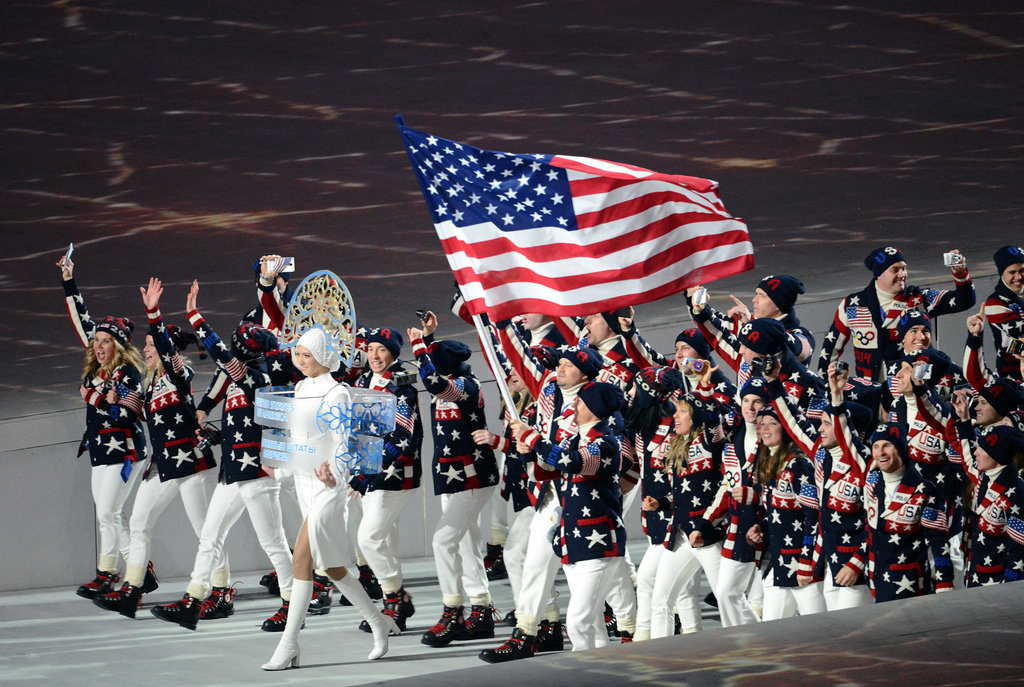
Todd Lodwick est le porte-drapeau de la délégation américaine

Les Jeux olympiques sont considérés pour la discipline comme l'épreuve reine, il n'est donc pas rare de voir des sportifs annoncer leurs retraites sportives à l'issue de celle-ci. Ainsi Todd Lodwick (double champion du monde et médaillé d'argent dans le relais à Vancouver), Giuseppe Michielli (triple champion d'Italie) et Mitja Oranič (triple champion de Slovénie) annoncent leurs retraites sportives.